# Rhynchobatus laevis
Rhynchobatus laevis es una especie de peces de la familia Rhinobatidae en el orden de los Rajiformes.

## Distribución geográfica
Se encuentra en las  costas del Japón, Australia, Bangladés, China, Omán, Pakistán,  Sri Lanka y Tanzania.

## Reproducción
Es ovíparo.

## Alimentación
Come invertebrados bentónicos.